# Hans Brehme
Pour les articles homonymes, voir Brehme (homonymie).
Hans Brehme (né le 10 mars 1904 à Potsdam et mort le 10 novembre 1957 à Stuttgart) est un compositeur allemand.

## Biographie
Brehme étudie le piano et la composition à la Hochschule für Musik de Berlin de 1922 à 1928. À partir de 1928, il est professeur de piano à l'Université de musique de Stuttgart.
Il devient membre du Parti national-socialiste des travailleurs allemands en mai 1933. À partir de 1936, il enseigne la composition à la Musikhochschule de Stuttgart. En 1940, Brehme est nommé professeur à Stuttgart. En 1941, son opéra L'Horloger de Strasbourg est créé.
De 1945 à 1949, il enseigne comme professeur à l'Institut universitaire d'éducation musicale de Trossingen, avant de retourner à la Musikhochschule de Stuttgart en 1950.

## Œuvres

### Opéras
- Opus 14 : Le Fou et la mort, opéra de chambre en un acte d'après Hofmannsthal (1927/28)
- Opus 36 : L'Horloger de Strasbourg, opéra en 3 actes sur un texte de P. Ginthum (1935/40)
- Opus 39 : "....", opéra léger en 3 actes. (1942/44)

### Musique orchestrale
- Opus 10 : Symphonie en ut mineur (1924/25)
- Opus 33 : Triptyque (Fantaisie, Choral et Final sur un thème de Haendel) (1936/37)
- Opus 38 : Variations sur un air médiéval (1941/43)
- Opus 42 : Ballettsuite (Suite de ballet) pour orchestre d'accordéons (1946)
- Opus 47 : Pastorale e fuga giocoso über ein Thema von Händel pour orchestre d'accordéons (1948)
- Opus 51 : Symphonie no 2 (1950)
- Opus 53 : Prélude symphonique pour orchestre d'accordéons (1952)

### Œuvres concertantes
- Opus 15 : Concerto pour clarinette et orchestre à cordes (1927/28)
- Opus 21 : Concerto sinfonico pour cinq instruments à vent solistes, orchestre à cordes et percussion (1930)
- Opus 32 : Concerto pour piano et orchestre no 1 (1931/36)
- Opus 43 : Concerto de chambre pour violon, violoncelle, piano et orchestre à cordes (1946)
- Opus 50 : Concerto pour flûte et orchestre (1946)
- Opus 58 : Concerto pour piano et orchestre no 2 (1954)

### Musique chorale
- Opus 9 : Missa Brevis pour chœur et soprano (1925)
- Opus 12 : Psaume 137 pour soprano, baryton solo, chœur et orchestre (1925/29)
- Opus 18 : Das andere Land Elegischer gelang pour chœur d'hommes et orchestre de chambre (1927/29)
- Opus 26 : Kleine Kantate nach Worten aus "Klein Ärmchen" (Morgenstern) pour chœur d'enfants, violons, flûtes à bec et deux pianos (1932)
- Opus 29 : Das hohe Lied vom Fliegen, cantate pour ténor, baryton, chœur et orchestre (1934)
- Opus 35 : Chansons pour chœur a cappella (1937/39)

### Chant et instrument(s)
- Opus 4 : Feierliche Abendmusik (H. Hesse) pour baryton, clarinette, cor, harpe et quatuor à cordes (1923)
- Opus 5 : 6 lieder sur des poèmes de H. Hesse (1923/24)
- Opus 6 : 6 lieder sur des poèmes de Storm, Morgenstern et von Münchhausen (1923/24)
- Opus 8 : 3 lieder pour baryton et piano (1925)
- Opus 11 : 6 lieder traditionnels, sur des poèmes du "Kleinen Rosengarten" (Löns) (1925)
- Opus 13 : 4 lieder sur poèmes de Storm et Flaischlen (1924/26)
- Opus 16 : 9 lieder sur des poèmes de H. Hesse (1926/29)
- Opus 20 : 6 lieder dans le style ancien, pour ténor et piano sur des poèmes du Moyen Âge (1930)
- Opus 27 : Burleske Kantate, basée sur des vers de "Palma Kunkel" (Morning Star) pour baryton et piano (1932)
- Opus 28 : Vagantenlieder, pour baryton et piano (1932/33)
- Opus 31a : Trois ballades pour baryton et piano (1935)
- Opus 31b : Trois ballades pour baryton et orchestre (1937)

### Musique de chambre
- Opus 3a : Quatuor à cordes no 1 (1923)
- Opus 3b : Quintette pour flûte, hautbois, clarinette, cor et basson (1923)
- Opus 19 : Divertimento pour flûte, clarinette et basson (1939)
- Opus 22 : Quatuor à cordes no 2 (1931)
- Opus 23 : Partita pour quatuor à cordes (1931)
- Opus 25 : Sonate pour saxophone alto et piano (1932)
- Opus 30 : Sextuor pour flûte, clarinette, cor, violon, alto et violoncelle (1935)
- Opus 34 : Rondo pour violoncelle et piano (1937)
- Opus 41 : Sonate pour violon et piano (1945)
- Opus 44 : Carmen nuptiale pour violoncelle et piano (1946)
- Opus 46 : Quintette pour clarinette et quatuor à cordes (1947)
- Opus 60 : Sonate pour saxophone et piano (nouvelle version de l'opus 25, 1957)

### Pièces pour un instrument
- Opus 1 : Variations lyriques sur un thème de Schumann pour piano (1924)
- Opus 2 : Suite d'après "Immensee" (T. Storm) pour piano (1923)
- Opus 7 : Sonate pour orgue (1923/24)
- Opus 17 : Sonate pour piano no 1 (1929)
- Opus 24 : Introduction et toccata pour clavier Jankó (1931)
- Opus 37 : Suite de concert pour piano (1940/41)
- Opus 40 : Suite pour accordéon solo (1945)
- Opus 45 : Sonate pour piano no 2 (1946)
- Opus 52 : Paganiniana pour accordéon (1952)
- Opus 57 : Herbst-Elegie und Capriccio pour accordéon (1953)
- Opus 59 : Divertimento en fa pour accordéon (1956)

### Liste des œuvres rangées par numéro d'opus
- Opus 1 : Variations lyriques sur un thème de Schumann pour piano (1924)
- Opus 2 : Suite d'après "Immensee" (T. Storm) pour piano (1923)
- Opus 3a : Quatuor à cordes no 1 (1923)
- Opus 3b : Quintette pour flûte, hautbois, clarinette, cor et basson (1923)
- Opus 4 : Feierliche Abendmusik (H. Hesse) pour baryton, clarinette, cor, harpe et quatuor à cordes (1923)
- Opus 5 : 6 lieder sur des poèmes de H. Hesse (1923/24)
- Opus 6 : 6 lieder sur des poèmes de Storm, Morgenstern et von Münchhausen (1923/24)
- Opus 7 : Sonate pour orgue (1923/24)
- Opus 8 : 3 lieder pour baryton et piano (1925)
- Opus 9 : Missa Brevis pour chœur et soprano (1925)
- Opus 10 : Symphonie en ut mineur (1924/25)
- Opus 11 : 6 lieder traditionnels, sur des poèmes du "Kleinen Rosengarten" (Löns) (1925)
- Opus 12 : Psaume 137 pour soprano, baryton solo, chœur et orchestre (1925/29)
- Opus 13 : 4 lieder sur poèmes de Storm et Flaischlen (1924/26)
- Opus 14 : Le Fou et la mort, opéra de chambre en un acte d'après Hofmannsthal (1927/28)
- Opus 15 : Concerto pour clarinette et orchestre à cordes (1927/28)
- Opus 16 : 9 lieder sur des poèmes de H. Hesse (1926/29)
- Opus 17 : Sonate pour piano no 1 (1929)
- Opus 18 : Das andere Land Elegischer gelang pour chœur d'hommes et orchestre de chambre (1927/29)
- Opus 19 : Divertimento pour flûte, clarinette et basson (1939)
- Opus 20 : 6 lieder dans le style ancien, pour ténor et piano sur des poèmes du Moyen Âge (1930)
- Opus 21 : Concerto sinfonico pour cinq instruments à vent solistes, orchestre à cordes et percussion (1930)
- Opus 22 : Quatuor à cordes no 2 (1931)
- Opus 23 : Partita pour quatuor à cordes (1931)
- Opus 24 : Introduction et Toccata pour clavier Jankó (1931)
- Opus 25 : Sonate pour saxophone alto et piano (1932)
- Opus 26 : Kleine Kantate nach Worten aus "Klein Ärmchen" (Morgenstern) pour chœur d'enfants, violons, flûtes à bec et deux pianos (1932)
- Opus 27 : Burleske Kantate, basée sur des vers de "Palma Kunkel" (Morning Star) pour baryton et piano (1932)
- Opus 28 : Vagantenlieder, pour baryton et piano (1932/33)
- Opus 29 : Das hohe Lied vom Fliegen, cantate pour ténor, baryton, chœur et orchestre (1934)
- Opus 30 : Sextuor pour flûte, clarinette, cor, violon, alto et violoncelle (1935)
- Opus 31a : Trois ballades pour baryton et piano (1935)
- Opus 31b : Trois ballades pour baryton et orchestre (1937)
- Opus 32 : Concerto pour piano et orchestre no 1 (1931/36)
- Opus 33 : Triptyque (Fantaisie, Choral et Final sur un thème de Haendel) (1936/37)
- Opus 34 : Rondo pour violoncelle et piano (1937)
- Opus 35 : Chansons pour chœur a cappella (1937/39)
- Opus 36 : L'Horloger de Strasbourg, opéra en 3 actes sur un texte de P. Ginthum (1935/40)
- Opus 37 : Suite de concert pour piano (1940/41)
- Opus 38 : Variations sur un air médiéval (1941/43)
- Opus 39 : "....", opéra léger en 3 actes. (1942/44)
- Opus 40 : Suite pour accordéon solo (1945)
- Opus 41 : Sonate pour violon et piano (1945)
- Opus 42 : Ballettsuite (Suite de ballet) pour orchestre d'accordéons (1946)
- Opus 43 : Concerto de chambre pour violon, violoncelle, piano et orchestre à cordes (1946)
- Opus 44 : Carmen nuptiale pour violoncelle et piano (1946)
- Opus 45 : Sonate pour piano no 2 (1946)
- Opus 46 : Quintette pour clarinette et quatuor à cordes (1947)
- Opus 47 : Pastorale e fuga giocoso über ein Thema von Händel pour orchestre d'accordéons (1948)
- Opus 48 : ?
- Opus 49 : ?
- Opus 50 : Concerto pour flûte et orchestre (1946)
- Opus 51 : Symphonie no 2 (1950)
- Opus 52 : Paganiniana pour accordéon (1952)
- Opus 53 : Prélude symphonique pour orchestre d'accordéons (1952)
- Opus 54 : ?
- Opus 55 : ?
- Opus 56 : ?
- Opus 57 : Herbst-Elegie und Capriccio pour accordéon (1953)
- Opus 58 : Concerto pour piano no 2 (1954)
- Opus 59 : Divertimento en fa pour accordéon (1956)
- Opus 60 : Sonate pour saxophone et piano (nouvelle version de l'opus 25, 1957)